# 学校のコワイうわさ 花子さんがきた!! (ゲーム)
『学校のコワイうわさ 花子さんがきた!!』は、テレビアニメ『学校のコワイうわさ 花子さんがきた!!』を原作としたアドベンチャーゲームである。逆転裁判シリーズのディレクター、巧舟のデビュー作でもある。

## 学校のコワイうわさ 花子さんがきた!!

### 概要
1995年8月11日にカプコンよりセガサターン&PlayStation用のゲームソフトが発売される。他にもMac、Win版からバンダイビジュアル、3DO版はアミューズから発売している。基本的に内容は同じだが機種によっては一部は異なる点がある（例：PS版よりSS版の方が画面が広い、ミニゲームの難易度など）
低年齢層でも簡単にクリアできる一本道の稚拙なメインストーリーと高年齢層でも苦戦するミニゲームの数々など、ゲームバランスは不安定である。ゲームライターの中にはこの作品について、子供たちが家族と一緒にプレイすることを想定して制作されたのだろうと推測する者もいる。
すべてのストーリーには、最後におばけを封じるためのミニゲームが用意されている。それをクリアすることでストーリーが進行するが、運が流れを決めることもあり、効果的な攻略法を見通せないものが多くある。

### ストーリー
ある日、「自分は花子さんに会ったことがある」と嘘をついたヒロシくんは、放課後、花子さんを呼び出そうと公衆電話に行き、花子さんを呼ぼうとしたが、花子さんの電話番号をしらなかったため、出鱈目に「0（ゼロ）」ばかりの電話番号をかけてしまい、悪霊大使達の封印を解いてしまう。日の出（5:00）までに霊界とこの世を結ぶ門を封印しなければ、この世は悪霊界にされてしまう。それを防ぐには学校中に散らばった7つの鏡の破片を集め、復活させなければならない。ここから彼らと花子さんの大冒険が始まる。

### 登場人物
花子さん
声 - マユタン
全国の小学校で知らない人はいないというくらい有名な少女であり、異名は「ウワサの花子さん」。詳しいことはわからないが、悪霊たちから守ってくれる強い味方。悪霊しばりアップリケで悪霊を闇の世界に帰している。ゲームでは何度か助けに来てくれる。
ほわほわ
声 - 大谷育江
花子さんの友達。ふさふさの体にしっぽがついている不思議な仲間。花子さんと一緒に悪霊退治をしている。「だわさ」が口癖。ゲームでは主人公達と一緒に行動している。
ヒロシ
声 - 亀井芳子
怖いものや怖い話が大好きな小学5年生の3人組みのひとり。正義感が強い。花子さんを知っていると嘘をついたことが今回の事件の切っ掛けであり、悪霊団の封印を解いてしまい、責任を感じている。
マミ
声 - 岡村明美
怖いものや怖い話が大好きな小学5年生の3人組みのひとり。好奇心旺盛で怖い話が大好きな女の子。まわりの男の子に負けないくらい元気で、3人の中では一番のしっかりものである。
ノブヤ
声 - 喜田あゆみ
怖いものや怖い話が大好きな小学5年生の3人組みのひとり。しかし、3人の中で一番の怖がり。少しおっちょこちょいなところがある。物語の途中、ニセトンカラトンに誘拐される。
世未さん
声 - 稲田文子
学校の1Fに登場する。花子さんの良きライバル。星型のリボンを武器に、ことあるごとに花子さんに戦いを挑んでくる。しかし、花子さんがピンチになると、「花子さんを倒すのは私だけ」という理由で花子さんを助けることがある。ゲームの中盤から終盤にかけて登場する。
テケテケ
声 - 横尾博之
学校の3Fに登場する。「テケテケ…」と言いながら走ることから名前がついた。いたずらが大好きで足が速い。目つきは怖いがけっこう良いところもある。なぜか花子さんには頭があがらない。ゲームの序盤ではいたずらをしたりして迷惑をかけるが、終盤では助っ人として再び登場する。
トンカラトン
声 - 小野英昭
学校の2Fに登場する。包帯ぐるぐる巻きで、日本刀を持ち、歌いながら自転車に乗っている。いつの間にか目の前に現れて「トンカラトンと言えー」と脅してくる。
陽気に見えるが、短気でワガママな性格であり、機嫌を損ねたり気に入らないことがあると、刀でばっさりと切られてしまう。刀で切られるとトンカラトンのような姿になってしまう。ゲームでは常に校内を自転車で走っており、ニセトンカラトンの罠を伝えにきたり、終盤では助っ人として再び登場したりする。
悪霊大使
声 - 星野充昭
封印を解かれた悪霊団たちを操る悪霊団の親玉。夜明けまでに何十億、何百億のもの悪霊たちを呼んで、この夜を悪霊界にしようと企む。
ナレーション
声 - 伊武雅刀
主に物語の各タイトルを読んだりするが、アニメーションの時は色々な人物の役を担当。

### その他の登場人物
転校生
最初に出会うオバケ。悪いオバケではない。
デーコンバー
最初に出会う悪霊団の一員。
ナスターリン
声 - 川中子雅人
悪霊団の一員。
ニセトンカラトン
トンカラトンの偽者。本物と包帯の色が違う。ノブヤを誘拐する。
ネギーラ
悪霊団の一員。ノブヤを人質にとる。
ザーザイン
悪霊団の一員。特定の条件を満たすと現れる。
ノシュケール
水泳好きのオバケ。彼とミニゲーム対決する。
キャベッズ
悪霊団の一員。
オニオンガー
トンカラトンのような包帯を巻いている狼男のような悪霊団の一員。

### 主題歌&挿入歌
「花子さんがきた!!」
作詞・作曲 - マユタン / 編曲 - 鈴木豪 / 歌 - マユタン

### ゲームオーバーの条件
1. 5:00までにある場所に到達できなかった場合。
2. ノブヤがニセトンカラトンに誘拐された際、ある場所を調べると幽霊に襲われてゲームオーバー。

### アニメーション
- ゲームの途中、フジテレビ系『ポンキッキーズ』の中で放映された、アニメ版『花子さんがきた!!』を見ることができる。イベントの途中で見られるものから、探し出さなくては見られないものまで、全部で4本用意されている。一度見たアニメは3Fにある視聴覚室に行き、モニターを調べると、何度でもアニメーションを見ることができる。
- 見ることのできるアニメーション（全4話）
  - 「怪人トンカラトン」
  - 「死にたくなる団地」
  - 「四次元を写すカメラマン」
  - 「さっちゃんのうわさ」

なお、どの話も現在発売しているDVDの第1巻で視聴可能。

## 学校のコワイうわさ 花子さんがきた!! みんなの花子さん

### 概要 (DS)
元は2004年から全25話を収録した新メディアの携帯アプリ、テーブル端末配信、CSに登場。本作は携帯アプリシリーズの全25話をすべてを収録した移植作となる。さらにニンテンドーDSだけの3つのオリジナルミニゲームが用意されている。内容は選んだ選択によって物語の結末が変わるビジュアルノベル形式。前作はカプコンから発売されたが、今作はアークシステムワークスから発売。

### 登場人物 (DS)
- 花子さん
- ほわほわ
- やみこさん
- トンカラトン
- メケメケ
- テケテケ
- ごわごわ
- ドンドコドン
- 花子さんの父、母

### ミニゲーム
- 花子さんをさがせ!!
- ごわごわたたき
- 恐怖のシンケンスイジャク